# Vlotbrug
Een vlotbrug is een drijvende, beweegbare brug, die voor scheepvaart opengaat door horizontaal te bewegen. De brug bestaat uit aanbruggen vanaf beide oevers naar een vlot. Als de brug opengaat wordt dit vlot onder een aanbrug getrokken, of naar opzij weggedraaid zodat het evenwijdig aan de oever komt te liggen. Het vlot draait dan om een scharnierpunt op een landhoofd. In sommige gevallen wordt als vlot een stalen ponton gebruikt, vanwege de hogere stabiliteit en het draagvermogen, men spreekt dan van een pontonvlotbrug.

## Noordhollandsch Kanaal
De uitvinder van de vlotbrug is Jan Blanken. Hij ontwierp het systeem voor het door hem aangelegde Noordhollandsch Kanaal, dat in 1824 gereed kwam. In Nederland liggen anno 2011 nog vijf vlotbruggen, alle over dit kanaal. Deze vlotbruggen worden geopend door de drijvende gedeelten onder de op- en afritten te varen, waardoor het middendeel (ongeveer de halve breedte) van het kanaal voor de scheepvaart beschikbaar is. Van zuid naar noord liggen er nog de volgende vlotbruggen:
1. De Koedijkervlotbrug bij Koedijk, gemeente Alkmaar.
2. De Rekervlotbrug bij Koedijk, gemeente Alkmaar.
3. De vlotbrug bij het naar de brug genoemde dorp Burgervlotbrug, gemeente Schagen.
4. De vlotbrug bij het naar de brug genoemde dorp Sint Maartensvlotbrug, gemeente Schagen.
5. De vlotbrug in 't Zand, gemeente Schagen.

Van deze bruggen zijn er vier nog van het oorspronkelijke type. De Koedijkervlotbrug en de Rekervlotbrug zijn uitsluitend voor fietsers en voetgangers in gebruik; de andere bruggen verwerken ook lokaal autoverkeer. Het brugdek ligt beduidend lager dan de weg wat het op- en afrijden vertraagt. Bovendien zijn de bruggen zo smal dat een fietser en een auto elkaar nauwelijks kunnen passeren. Bij iets grotere verkeersdruk lopen de wachttijden snel op.
Een nieuwe vlotbrug werd in 2010 bij Koedijk gelegd. Deze brug, de Rekervlotbrug, is genoemd naar de rivier de Rekere die ter plaatse vergraven werd bij de aanleg van het kanaal. De nieuwe brug zou een verbeterde versie van het traditionele ontwerp zijn, maar kampte met zoveel (technische) tegenslagen dat de brug binnen een maand na de vertraagde oplevering in mei 2012 weer moest worden gesloten. De buitengebruikstelling duurde ruim een jaar.

## Verdwenen vlotbruggen
1. de Vlotbrug bij de Kooy, in de jaren 1950 vervangen door een basculebrug.
2. de Zijpersluisbrug, vervangen werd door een veerpont.
3. de Kogerpoldervlotbrug, in 1959 vervangen door een basculebrug.
4. De Stolpervlotbrug, bij de buurtschap De Stolpen, gemeente Schagen, voorheen gemeente Zijpe, verwijderd 1934/1936.
5. De Alkmaarse vlotbrug, tussen de Bierkade en het Heiligland, thans vervangen door een pontje naar de Eilandswal voor voetgangers en fietsers.

## Elders
In België werd tijdens de bouw van een nieuwe ophaalbrug aan het Zennegat een vlotbrugconstructie geplaatst om het fietsers en voetgangers alvast mogelijk te maken het Kanaal Leuven-Dijle over te steken totdat de brug af was. Twee vaste pontons leidden naar een middenstuk dat met handmatige bediening verplaatst werd.
In het oosten van Nederland wordt een vlotbrug meestal een "scholle" genoemd. Alle scholles zijn echter verdwenen.